# Mandoline

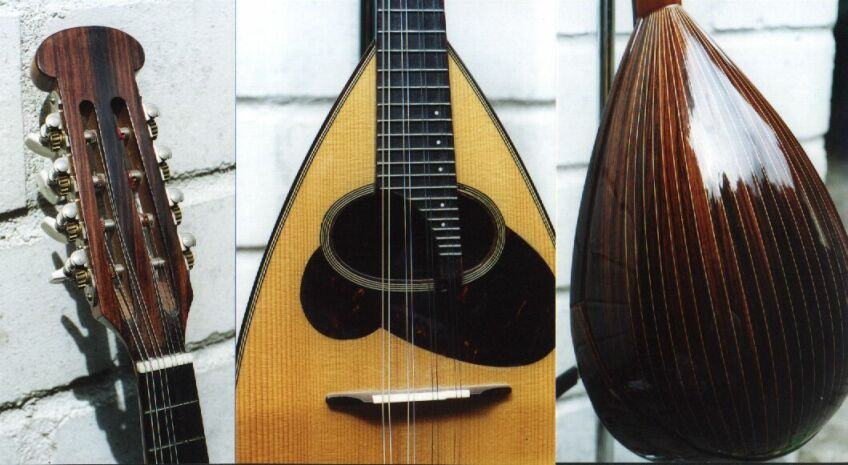
Eine traditionell gefertigte Mandoline (neapolitanisches Modell) mit Fenster-Kopfplatte, flacher Decke und gewölbtem Boden

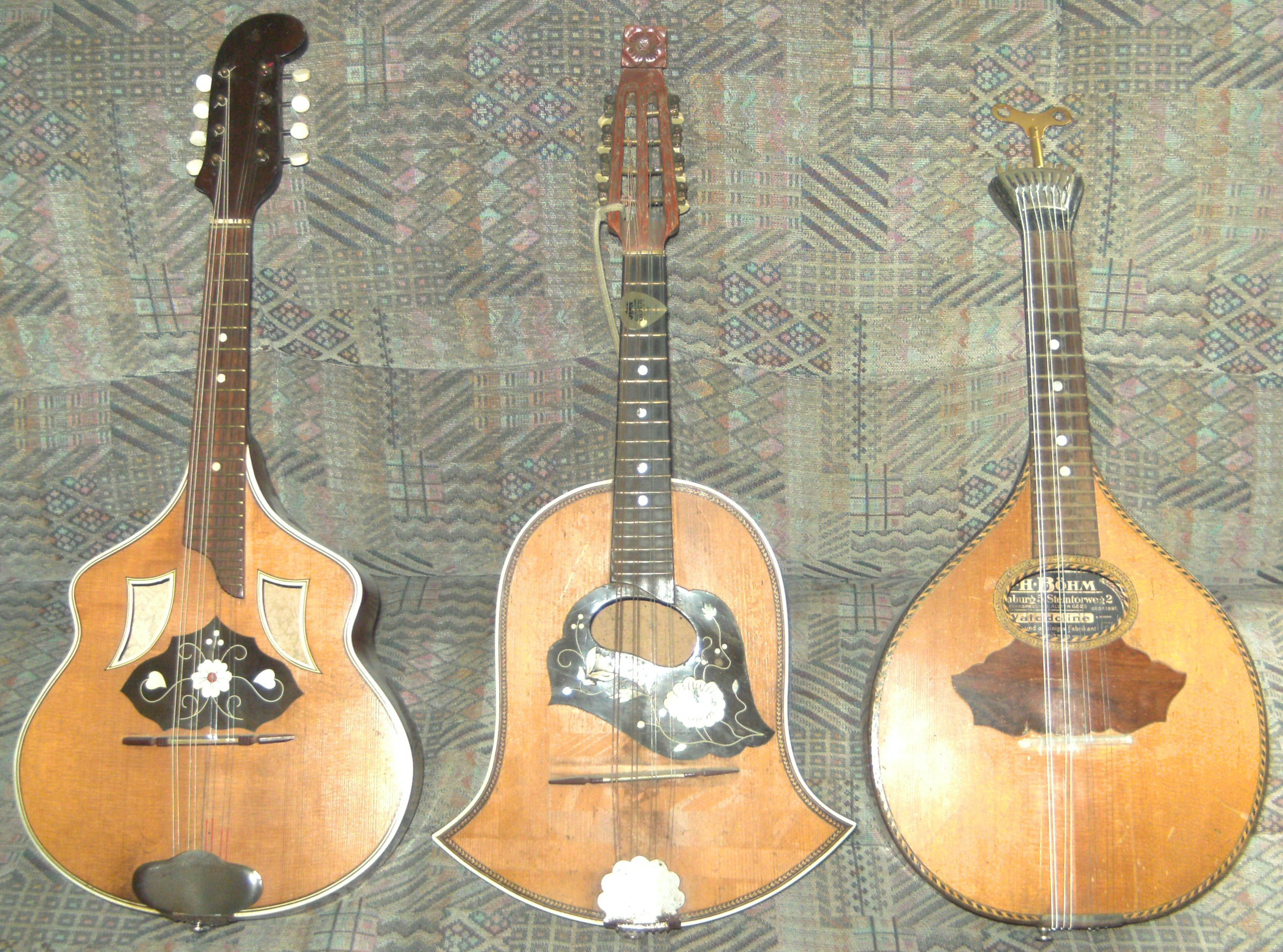
Zwei Sonderformen der portugiesischen Bauweise und eine Walddoline

Die Mandoline ist ein seit dem frühen 17. Jahrhundert bekanntes Zupfinstrument italienischer Herkunft aus der Familie der Lauteninstrumente. Von der Mandoline existieren zwei Bauformen, die sich in der Form des Korpus unterscheiden: die klassische Mandoline mit gewölbtem Boden und die Flachmandoline mit flachem Boden.

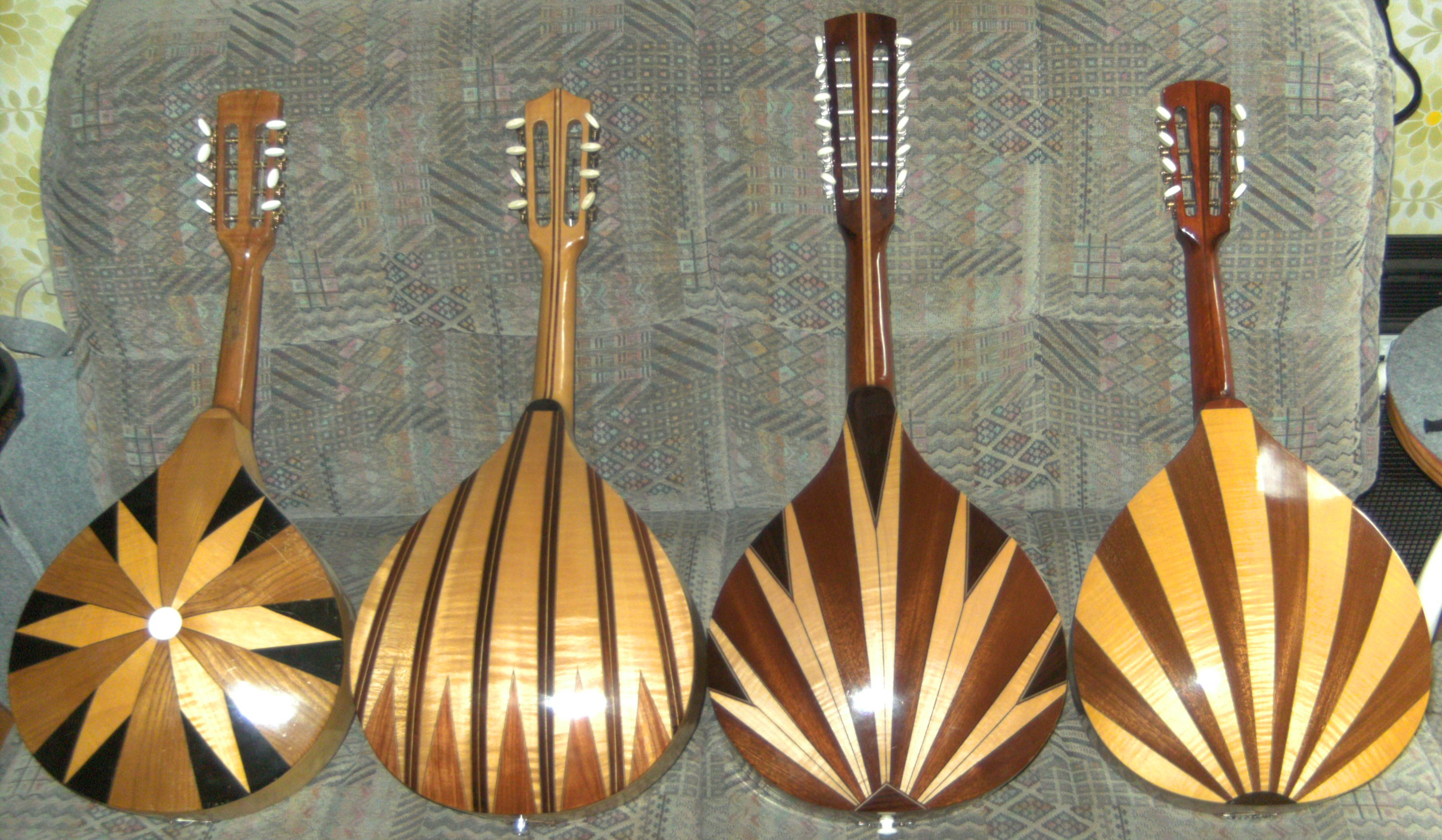
Rückansicht von vier Mandolinen

## Bauform

### Klassische Mandoline
Eine klassische Mandoline, auch neapolitanische Mandoline oder Rundmandoline, erkennt man an der tropfenförmigen und im Umriss einer Mandel ähnlichen Korpusform ohne Zarge. Der Instrumentenbauer spricht von der „Muschel“. Diese wird traditionell durch Verleimung von Holzspänen, ähnlich dem Korpus einer Laute, hergestellt und mit der Instrumentendecke verleimt. Die flache, meist an der breitesten Stelle geknickte Decke wird fast ausschließlich aus Fichtenholz gefertigt. Die Mensur beträgt bei der Prim-Mandoline 32–35 cm, bei der Sekund-Mandoline mit abweichender Stimmung 36–38,5 cm.

### Flachmandoline

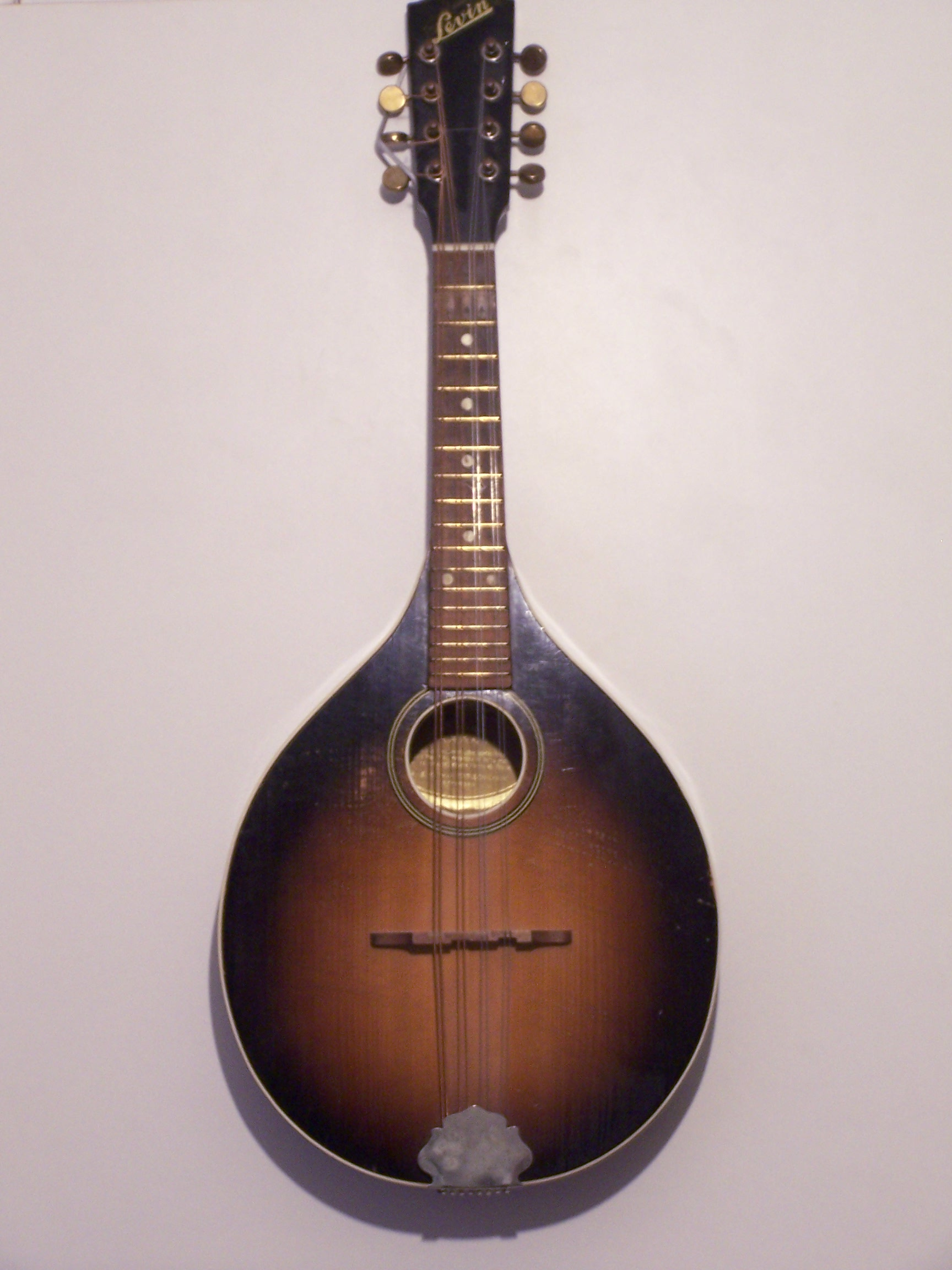
Eine Flachmandoline des Typs A4 wie im Jahr 1898 von Orville Gibson patentiert

In der folkloristischen Musik wird meist ein anders konstruierter Korpus bevorzugt. Er ist ähnlich dem der Violine, mit gewölbter Decke (Archtop), separat hergestellten Zargen und nur leicht gewölbtem Boden oder flach wie die Gitarre. Damit ist sie eine Kastenhalslaute.
In den Vereinigten Staaten wurden seit Anfang des 20. Jahrhunderts verschiedene Varianten der Flachmandoline mit Korpuseinschnitt (englisch Cutaway) und mit Schalllöchern in ƒ-Form („f-Löcher“) entwickelt. Einer der Pioniere bei der Entwicklung der Flachmandoline war der US-amerikanische Instrumentenbauer Orville H. Gibson. Gibson erhielt im Jahr 1898 ein US-Patent für die von ihm nach Geigenbauprinzipien entwickelte Bauform.

### Weitere Varianten
- eine frühe Form der Mandoline, oft Mailänder Mandoline genannt, wird entweder mit den Fingern oder mit einer Feder gespielt. Die gebräuchlichste Stimmung dieses 6-saitigen Instrumentes,[3] das von etwa 1660 bis 1820 gespielt wurde, war g – h – e′ – a′ – d″ – g″
- portugiesische Halbrundmandoline
- Gibson A-4 – tropfenförmige Flachmandoline mit rundem oder elliptisch geformtem Schallloch
- Gibson F-5 – Flachmandoline, etwa ab 1919 von Lloyd Loar für Gibson entwickelt, mit f-Löchern, Cutaway und mit charakteristischer Schnecke an Korpus und Kopfplatte, heute wertvolle Sammlerstücke
- E-Mandoline mit elektromagnetischem Tonabnehmer, meist in einspuliger Bauweise (Single Coil)

### Verwandte Instrumente
Zu den der klassischen Mandoline nahe verwandten Zupfinstrumenten zählen die (eine Oktave tiefer klingende) Mandola, die Bouzouki, die Cister, das Mandolinenbanjo und die Mandriola, das Mandoloncello, außerdem die Tamburica und die Saz.

## Herkunft

### Barock, Klassik, Romantik

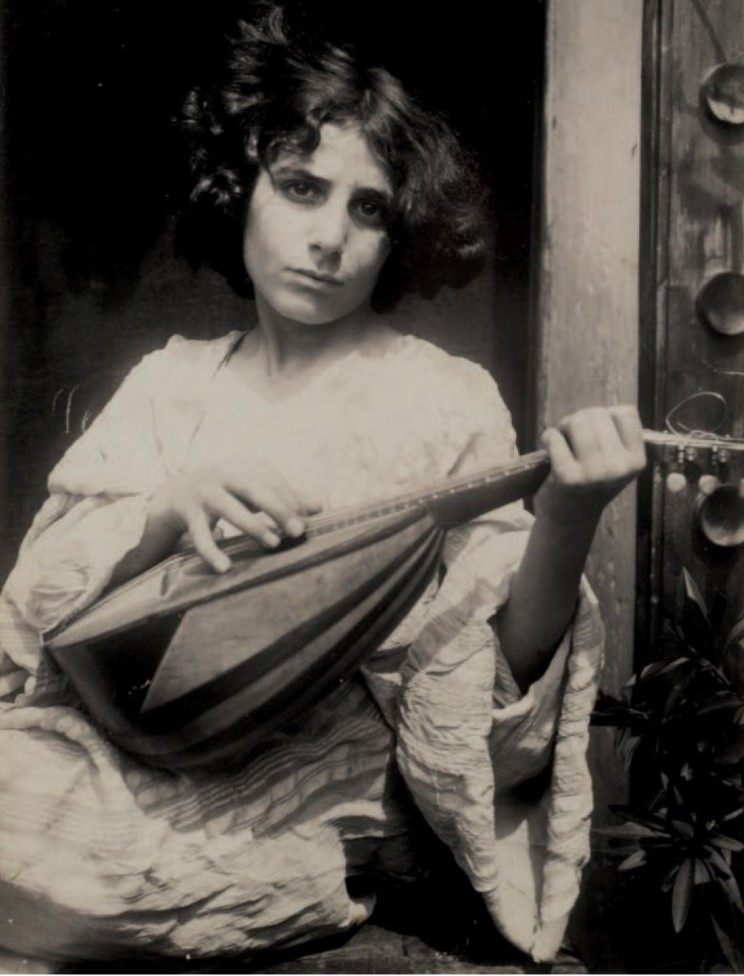
Junge mit Mandoline, etwa im Jahr 1907 (Foto: Wilhelm Plüschow)

Die ersten Lauten tauchten in Europa im 10. Jhd. auf und wurden im 15. Jhd. als Ensemble- und Begleitinstrument populär. Gleichzeitig entstanden die Cister (welche bereits Ähnlichkeiten zur späteren Mandoline aufwies) und die Wölbgitarre, aus welchen dann in Italien die Mandola hervorging. Aus jener entstand dann die etwas kleinere Mandoline.
Erste Quellen, in denen die Mandoline erwähnt wird, stammen aus dem frühen 17. Jahrhundert. Die frühsten erhaltenen Tabulaturen stammen von Filippe Sauli (Daten unbekannt) und Francesko Bortolomeo (1682–1731). Um 1700 erschien bei den Conti die wahrscheinlich erste Mandolinenschule. Zur Zeit des Barocks haben Komponisten wie Antonio Vivaldi, Carlo Arrigoni, Domenico Scarlatti und Johann Adolf Hasse für dieses Instrument komponiert.
Stammte die Mandoline ursprünglich aus Italien, wurde um 1750 Paris zu einem ihrer Zentren. Weitere bedeutende Komponisten, die sich der Mandoline widmeten, sind Georg Friedrich Händel (in der Arie „Hark! he strikes the golden lyre“ im Oratorium Alexander Balus), Giovanni Battista Pergolesi (zum Beispiel im Konzert B-dur, das auch in einer Fassung für Violine vorliegt), Wolfgang Amadeus Mozart (zum Beispiel in der Arie „Deh vieni alla finestra“ im Don Giovanni), Ludwig van Beethoven (Sonatinen für Mandoline und Cembalo), Giovanni Hoffmann, Johann Nepomuk Hummel und Niccolò Paganini. Um 1800 findet man die Mandoline vor allem in Wien.

### 20. Jahrhundert
Anfang des 20. Jahrhunderts war die Mandoline in Deutschland in der Wandervogelbewegung beliebt. Das lag vermutlich unter anderem an ihrer handlichen Bauform. Im Laufe des 20. Jahrhunderts gewann sie in der zeitgenössischen Musik an Popularität. Ein wichtiger deutscher Komponist für Mandoline und Zupforchester des 20. Jahrhunderts war Konrad Wölki; ihm ist vor allem die musikwissenschaftliche Anerkennung der Mandoline und des Zupforchesters zu verdanken.

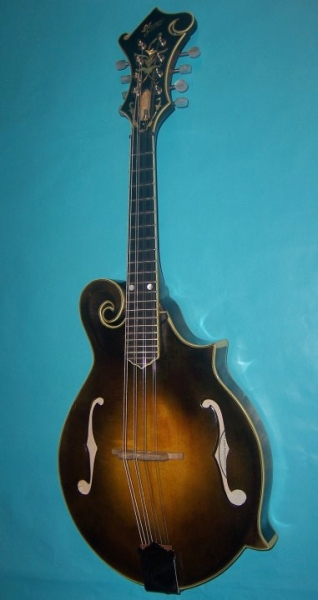
Eine Bluegrassmandoline des Typs F5 mit Cutaway, Schnecke und f-Schalllöchern

## Spielweise
Die Mandoline wird mit einem Plektrum aus Kunststoff oder aus Horn (im 19. Jahrhundert aus Schildpatt) gespielt.
Das heute so bekannte Tremolo, eine wichtige Spieltechnik der Mandoline, ist bereits im 18. Jahrhundert belegt, zum Beispiel in der Mandolinenschule von Michel Corrette 1772, Kap. 10: «Il est a remarquer que sur la Mandoline on ne peut pas enfler les sons […] on fait un Trill qui est une repetition du même son sur une note». In der Literatur wird das Tremolo aber ab etwa 1840 verlangt. Der wichtigste Komponist der Romantik war Raffaele Calace (1863–1934), der mit Hilfe seines Bruders, des Instrumentenbauers Nicola Calace (1859–1923), das Instrument weiter entwickelte. Zu dieser Zeit gründeten sich die ersten Zupforchester.

### Volksmusik und Bluegrass
Das Instrument fand im Folk-Revival der 1970er-Jahre bei jungem Publikum besondere Beachtung. Der Mandolinenspieler Erich Schmeckenbecher prägte mit dem Instrument den Klang des Duos Zupfgeigenhansel. Im rheinischen Karneval wurde die von Hans Süper im Colonia Duett gespielte Mandoline als „Flitsch“ zum Markenzeichen des Komödianten. In der amerikanischen Bluegrassmusik ist es Bill Monroes Verdienst, dass die Mandoline nicht nur rhythmisches Begleitinstrument, sondern auch ein gleichberechtigtes Soloinstrument wurde. Als besonders einflussreiche Virtuosen gelten David Grisman und Sam Bush. Chris Thile ist der einflussreichste Virtuose, der sich inzwischen auch im Bereich der klassischen Musik (mit einer Aufnahme der Bach-Violinsolostücke in Bearbeitung für Mandoline) hervorgetan hat. Vom brasilianischen Choro herkommend popularisierte Hamilton de Holanda die Mandoline im zeitgenössischen Jazz.

### Pop- und Rockmusik
Mike Oldfield spielt sie auf seinem Album Tubular Bells. Markante Beispiele für den Einsatz von Mandolinen in der Populärmusik sind das Musikstück Losing My Religion der Band R.E.M., sowie das Stück Boat on the River der amerikanischen Rockband Styx. Punkbands wie Flogging Molly und Dropkick Murphys setzten die Mandoline in elektrisch verstärkter Form ein. Die amerikanische Folkrockband The Hooters setzt regelmäßig sowohl akustische als auch elektrische Mandolinen ein, ebenso Rebecca Lovell bei Larkin Poe und Elvis Costello. Der Rockgeiger Warren Ellis spielt bei Nick Caves Bands The Bad Seeds und Grinderman ebenfalls eine elektrische Mandoline, die bei starker Verzerrung allerdings kaum Ähnlichkeiten mit dem Klang einer klassischen Mandoline hat.
In der Gegenwart findet man die Mandoline im Orchester, in den verschiedensten Kammermusikensembles und als solistisches Instrument. Durch die zunehmende Anzahl an professionellen Mandolinenspielern wächst auch die Zahl der Komponisten, die für die Mandoline schreiben.
Den europaweit einzigen Lehrstuhl für Mandoline bekleidet Caterina Lichtenberg in der Nachfolge von Marga Wilden-Hüsgen an der Hochschule für Musik und Tanz Köln, Standort Wuppertal.
Der Mandolinist Avi Avital verbindet klassische Mandolinenmusik mit moderner Weltmusik.